# Justine Lumumba Kasule
Justine Lumumba Kasule, née le 22 novembre 1972 dans le district de Bugiri, est une éducatrice et politicienne ougandaise.

## Biographie

### Enfance et formation
Elle est née le 22 novembre 1972. Elle fréquente l'école secondaire St. Anthony Senior à Nkokonjeru pour ses études de niveau O. Elle est ensuite transférée, pour ses études de niveau A, à l'école secondaire St. Joseph à Naggalama. En 1993, elle est admise à l'Université de Makerere, où elle obtient en 1996, un baccalauréat ès arts avec un diplôme simultané en éducation,.

### Carrière
De 1996 à 1997, elle travaille comme enseignante. De 1997 à 1998, elle travaille comme inspectrice par intérim des écoles de son district d’origine. De 1998 à 2001, elle travaille comme fonctionnaire principale de l’éducation au ministère de l’Éducation. En 2001, elle est élue au Parlement, sur la liste du parti politique du Mouvement de résistance nationale, pour occuper le poste de représentante des femmes pour le district de Bugiri. Elle est réélue de 2001 à 2014, année à laquelle elle démissionne pour devenir secrétaire générale du parti politique au pouvoir, le Mouvement de résistance nationale,. Elle est nommée à ce poste le 23 décembre 2014, en remplacement d'Amama Mbabazi. Avant cela, elle occupe le poste de chef de file du gouvernement au sein du Cabinet ougandais de mai 2011 à décembre 2014 en remplacement de John Nasasira,.
Elle est depuis juin 2021, au sein du cabinet ougandais, l'actuelle ministre du Cabinet du Premier ministre (fonctions générales).

### Vie privée
Justine Lumumba Kasule est une mère mariée avec deux fils. Elle est catholique romaine.